# Etnopolítica
Etnopolítica  ou política étnica pode ser entendida como uma atividade intencional do Estado, dos partidos políticos e das organizações governamentais voltada à regulação das relações entre grupos étnicos de um país, sendo que os processos etnopolíticos de um determinado grupo étnico ou etnográfico são de natureza sociopolítica e influenciam a sua identificação etno-nacional.
Numa definição mais simples, a etnopolítica é a politização da identidade étnica. Da mesma forma, Petr V. Oskolkov define a etnopolítica como interação entre etnicidade e processo político. Assim o autor entende etnopolítica como um conjunto de medidas específicas aplicadas 
(a) pelo Estado em cooperação com grupos étnicos
(b) por grupos étnicos em interação uns com os outros

a fim de redistribuir o poder e evitar situações de conflito. Nesse sentido, o estudo da etnopolítica implica o estudo de modelos de gestão etnopolítica e da dinâmica das interações etnopolíticas, bem como das características da gestão de conflitos étnicos e de liderança étnica. Oskolkov considera que muitos fenômenos políticos são etnicizados, ou seja, adquirem (natural ou artificialmente) conteúdo semântico étnico; pode ocorrer também um processo inverso, a saber, a politização da etnia. Em artigo de 2022, ele formula a hipótese segundo a qual, atualmente, os fenômenos políticos mais propensos à etnização são o populismo, o nacionalismo e o regionalismo (como um caso especial do último).
A mobilização política baseada no apelo à identidade étnica visa obter apoio a líderes identificados com determinada grupo, comprometidos com o fortalecimento da  etnicidade desse grupo e com políticas que o favoreçam. Todavia, quando diferentes grupos étnicos se enxergam como politicamente concorrentes, acreditando ter prejuízos em seus direitos ou ser excluídos de benefícios e da proteção do Estado, no caso de "um dos seus" não estar no poder, então a disputa em torno de políticas étnicas pode criar ou acirrar tensões e mesmo provocar violência interétnica. Por essa razão, tais políticas podem ser objetos de controvérsia quanto à sua real eficácia, de um ponto de vista institucional. 
Nos estados africanos pós-coloniais, por exemplo, as experiências cotidianas de nepotismo, preconceito étnico e corrupção produzem um círculo vicioso que reforça a dependência da solidariedade étnica e das redes de patronos-clientes que dominam os processos burocráticos. A politização da etnicidade pode então ser instrumental e eventualmente oportunística mas, ao mesmo tempo, terá suas raízes em semelhanças linguísticas, culturais, etnográficas e em experiências comunitárias de marginalização, negligência, injustiça, luta e conquista, experiências em que frequentemente a violência se faz presente.